# محمية وادي الجمال وجبل حماطة
محمية وادي الجمال - حماطة، هي محمية صحاري تقع في جنوب محافظة البحر الأحمر في مصر، بمساحة إجمالية 7450 كم². وتضم قطاعاً من ساحل البحر طوله 60 كم، وعرضه 60 كم، منها 50 كم في جبال الصحراء الشرقية، والعشرة كيلومترات الباقية في البحر الأحمر.

## مكونات المحمية
تتالف المحمية من عناصر بيئية متعددة أهمها:
- حوض وادي الجمال: هو أحد أكبر وأغنى أودية الصحراء الشرقية بالكائنات الحية.
- جبل حماطة: أحد أعلى جبال الصحراء الشرقية، ويأوى تنوعاً أحيائياً كبيراً.
- أحراش المانجروف (الشورى): تمتد على طول أجزاء من سواحل المنطقة.
- الشعاب المرجانية: توجد على طول الشاطئ، أو توجد كجزر مغمورة في وسط البحر، ولا تزال تحتفظ بطبيعتها البكر.
- الحشائش البحرية: ولها أهمية خاصة لبعض الكائنات النادرة؛ ولتكاثر الأسماك أيضاً.
- الشواطئ البحرية: تتميز في عدة جزر تتكاثر بها الطيور والسلاحف البحرية.
- الشواطئ الرملية: تتميز بكثرة السلاحف البحرية عليها.
- التنوع الأحيائي: يتمثل في تعدد النظم البيئية وما بها من كائنات أحيائية سواء كانت برية أو بحرية.
- الملامح الطبيعية والمعالم الجيولوجية: تمثلها تراكيب جيولوجية ومناظر ذات قيمة جمالية.

## معرض

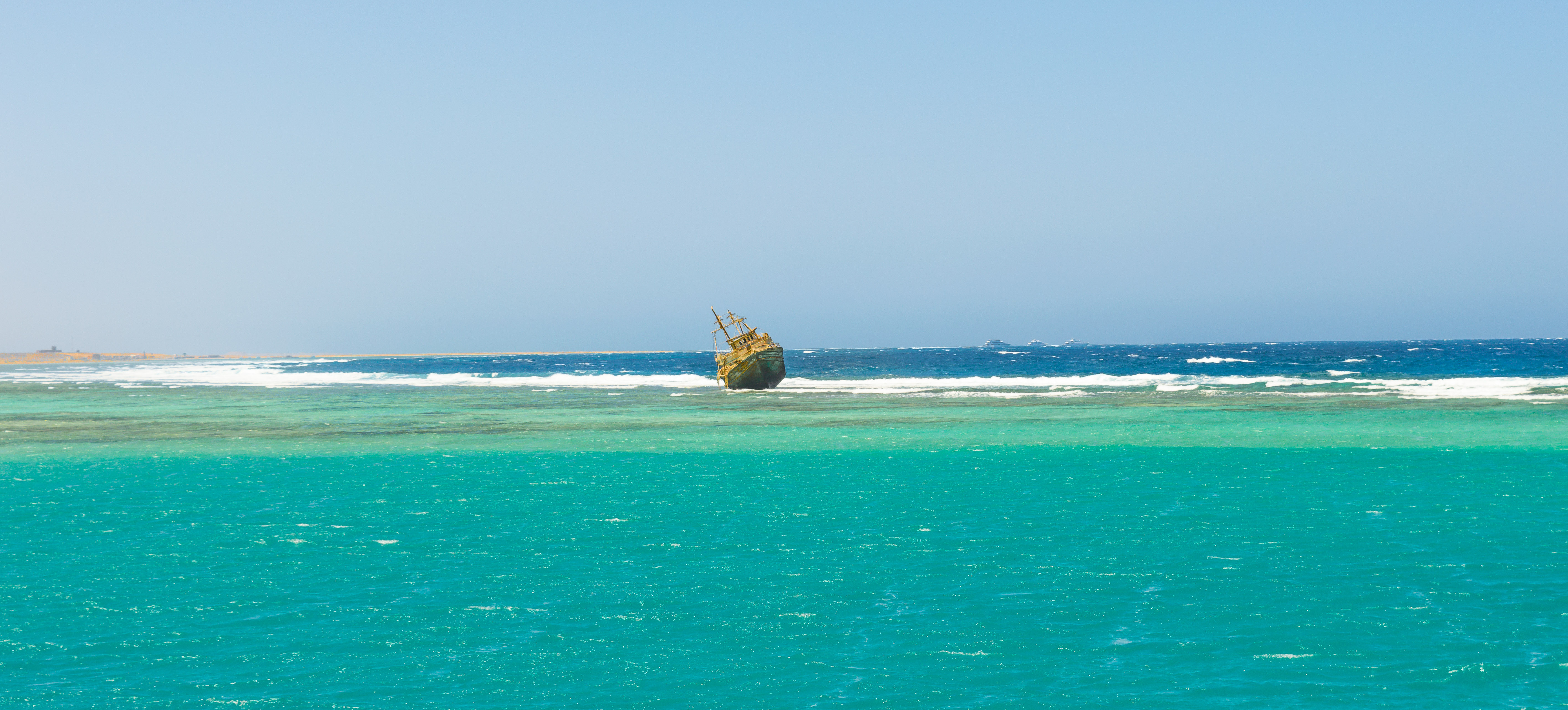
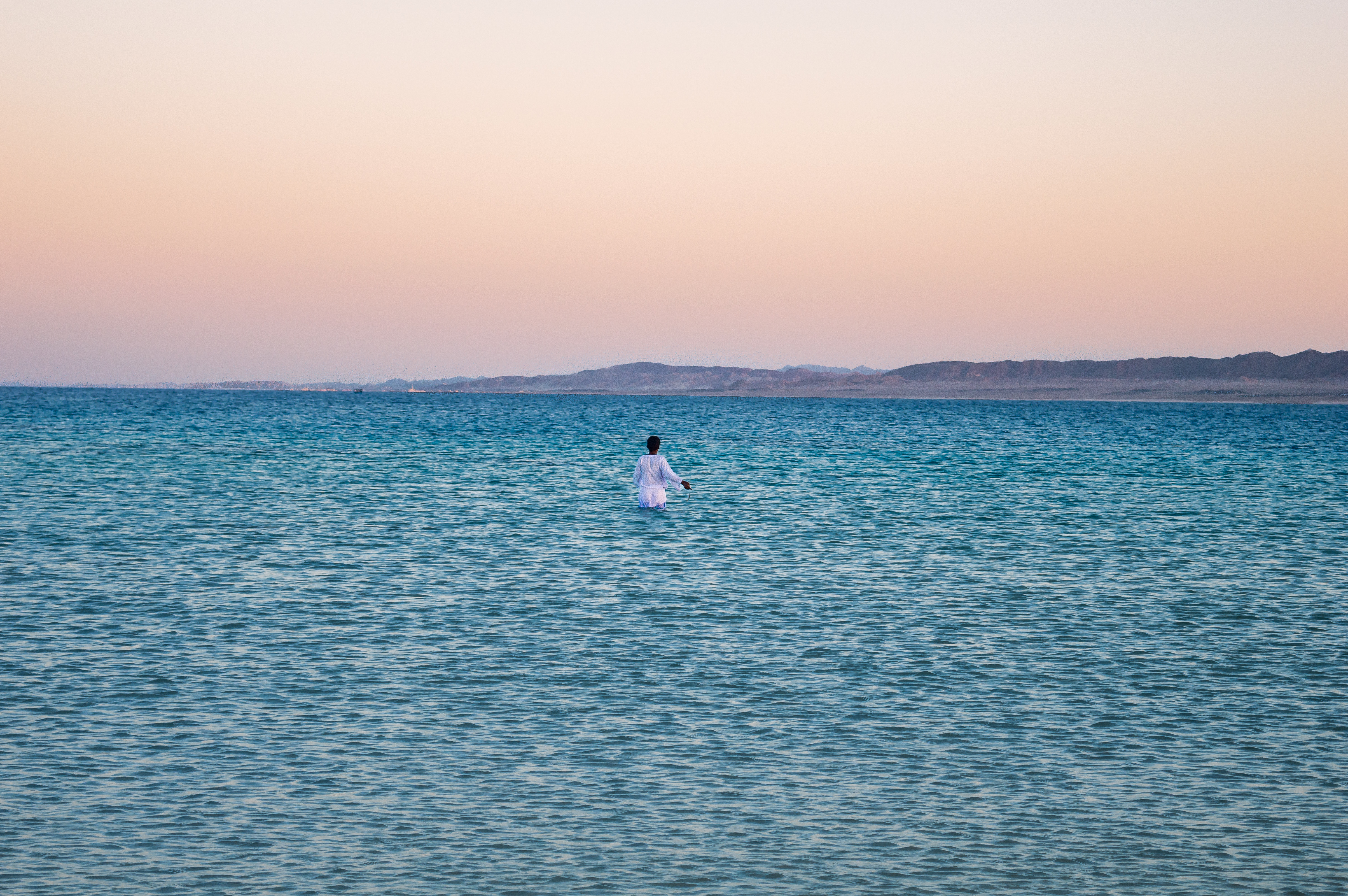
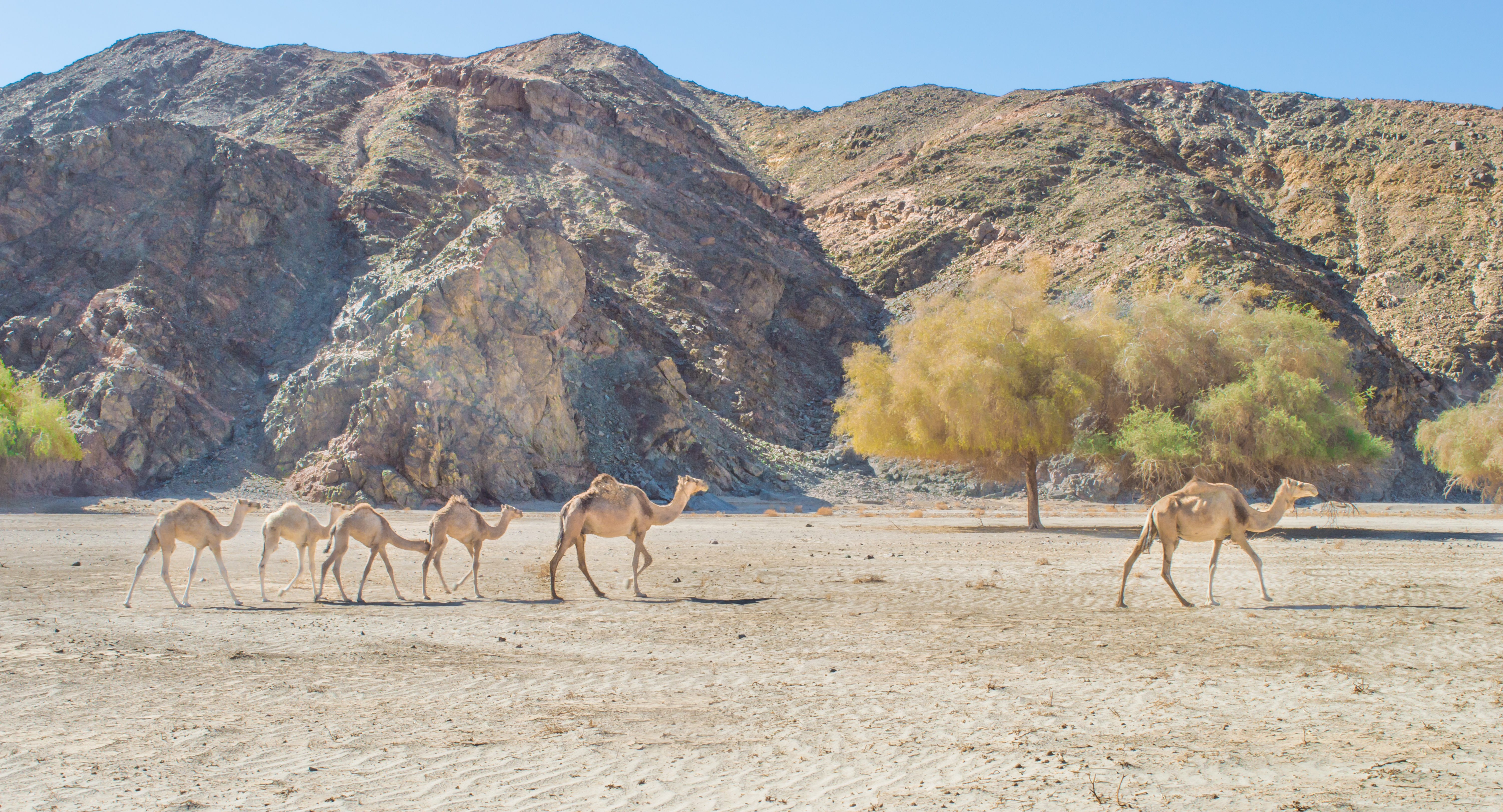
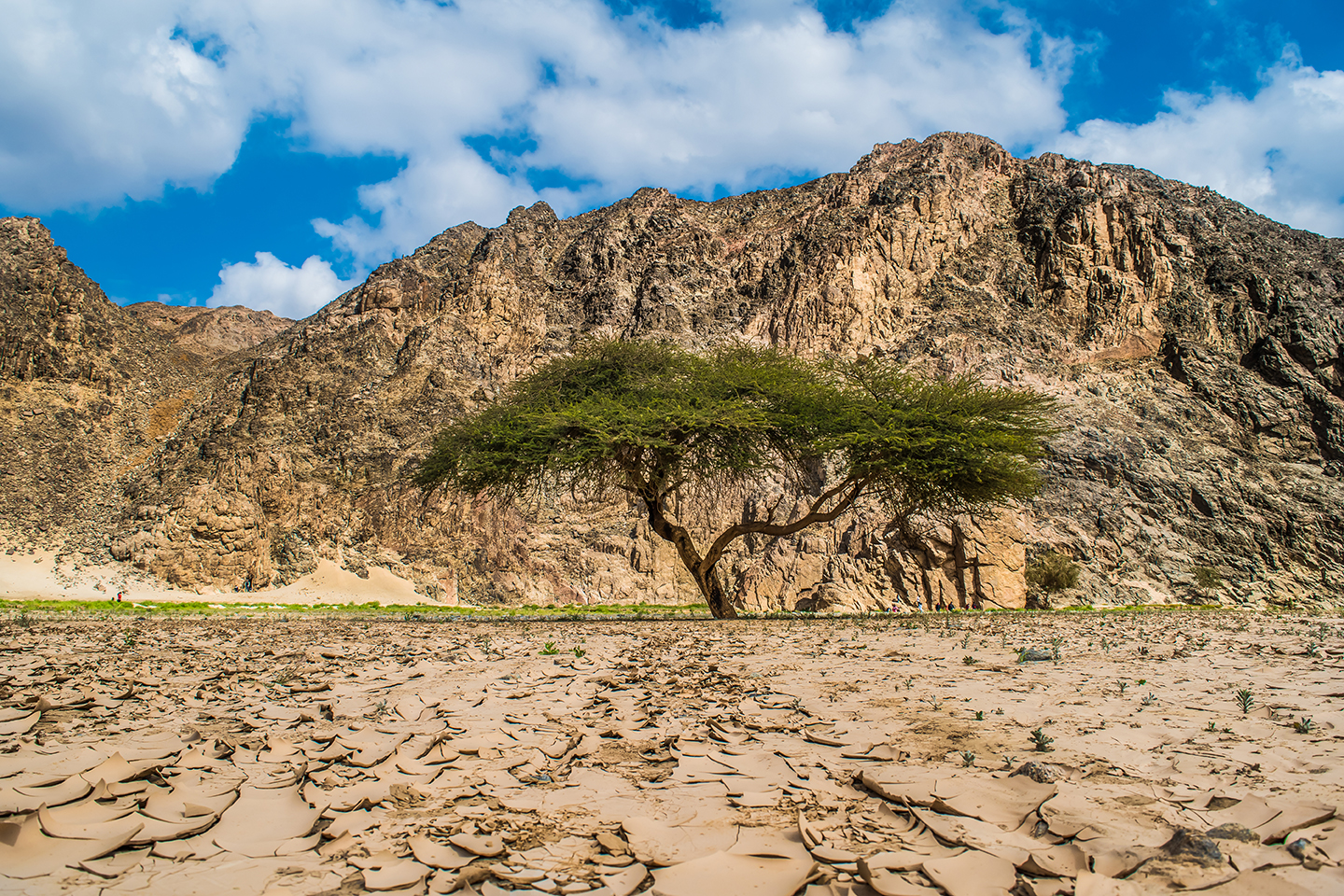
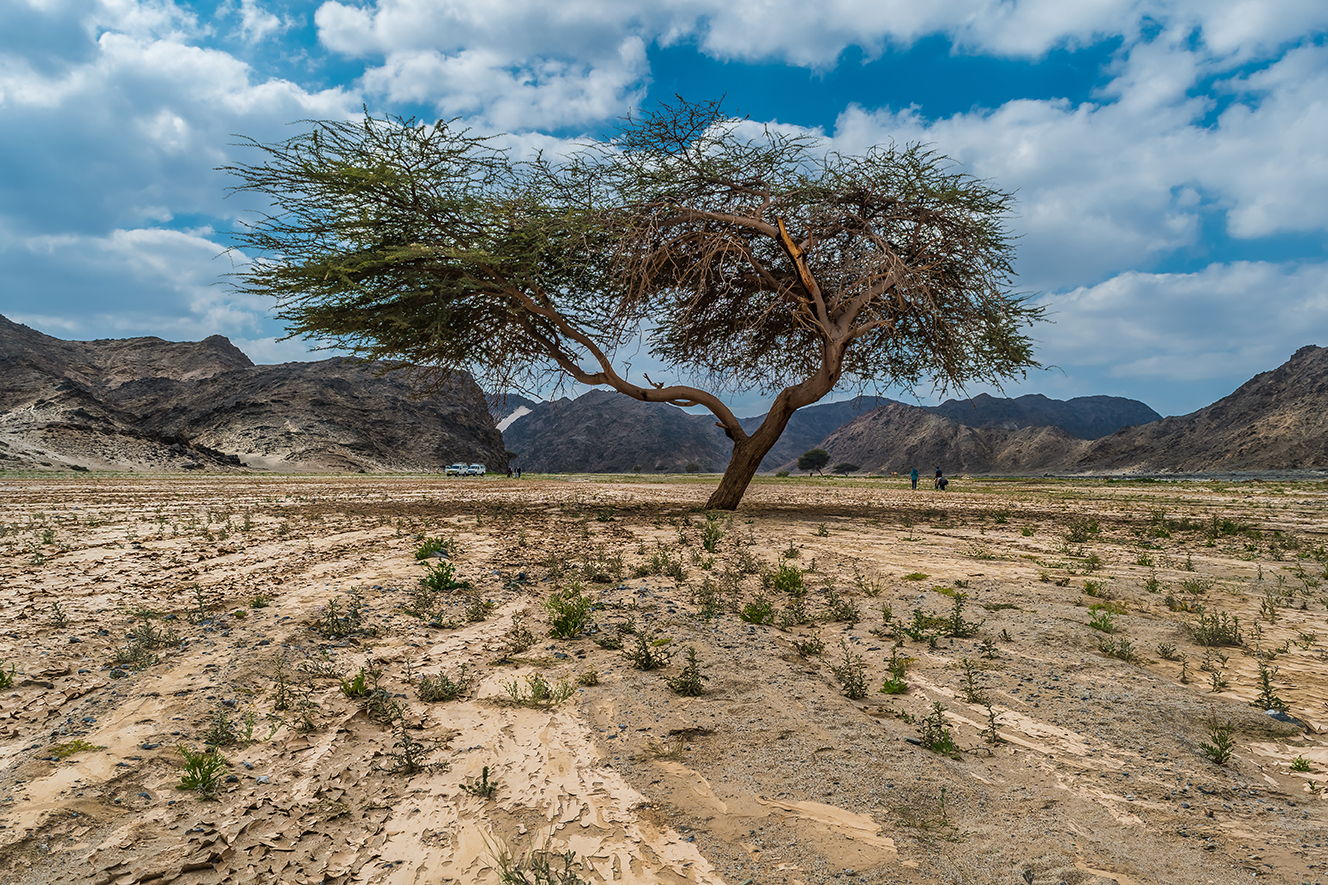
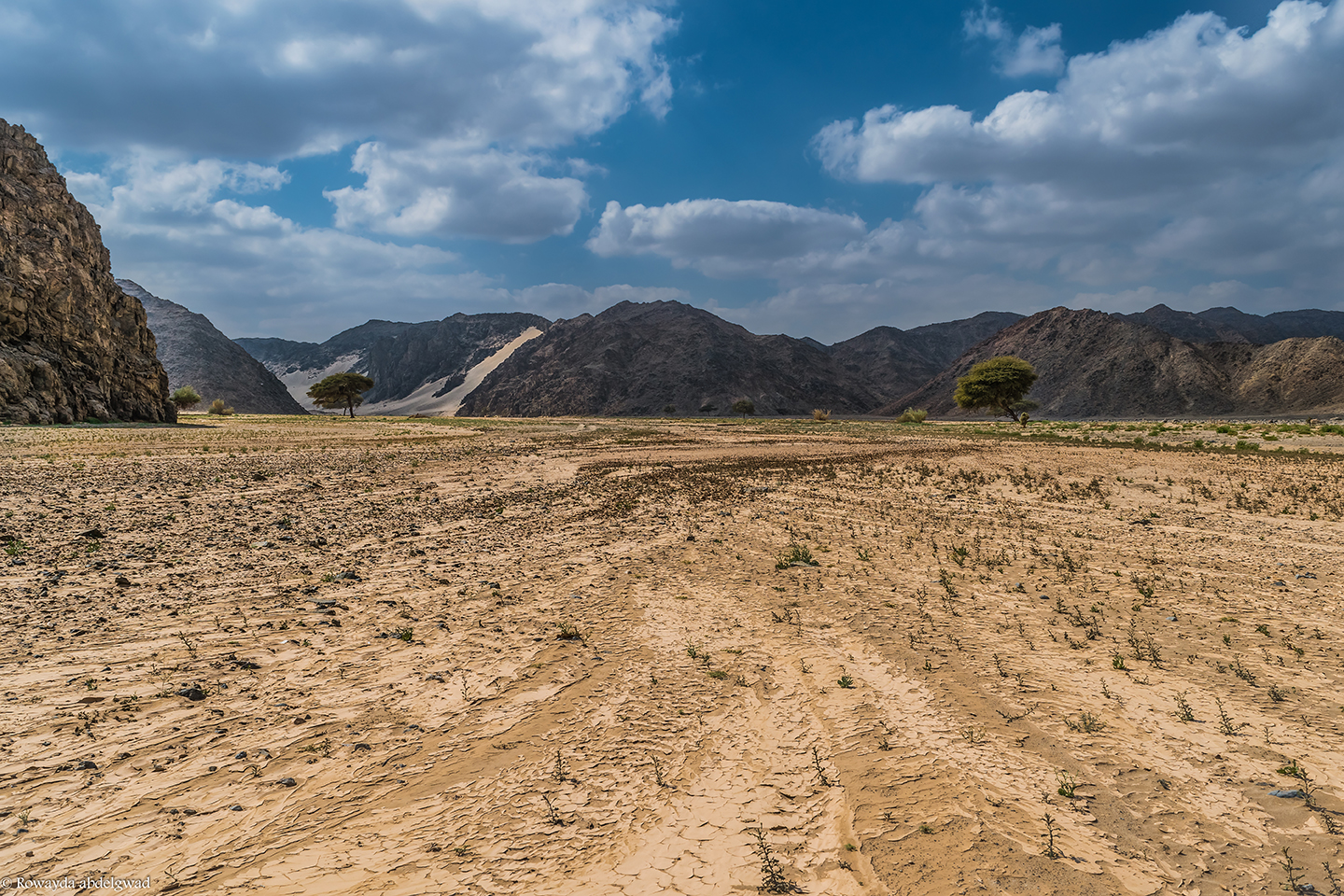
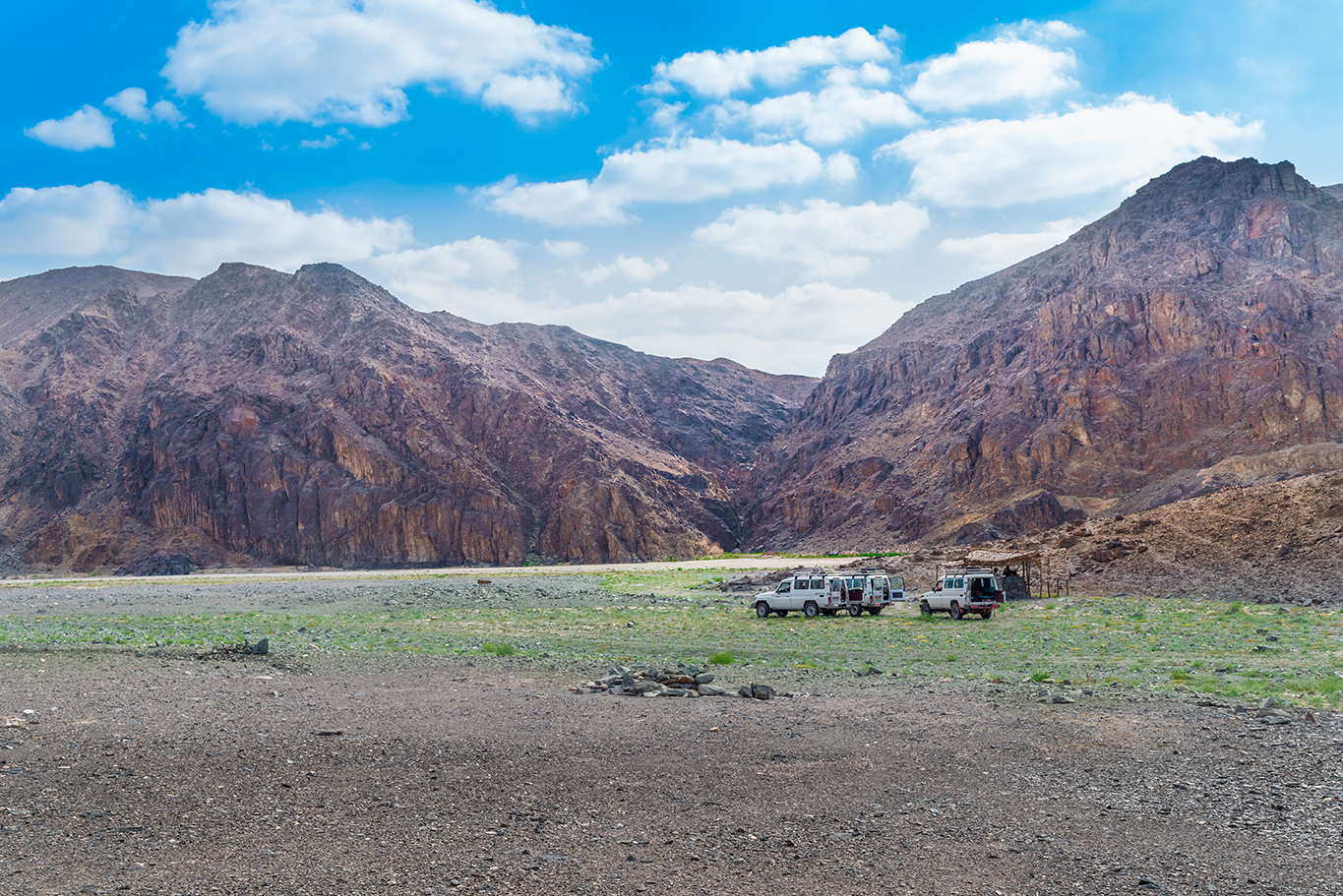
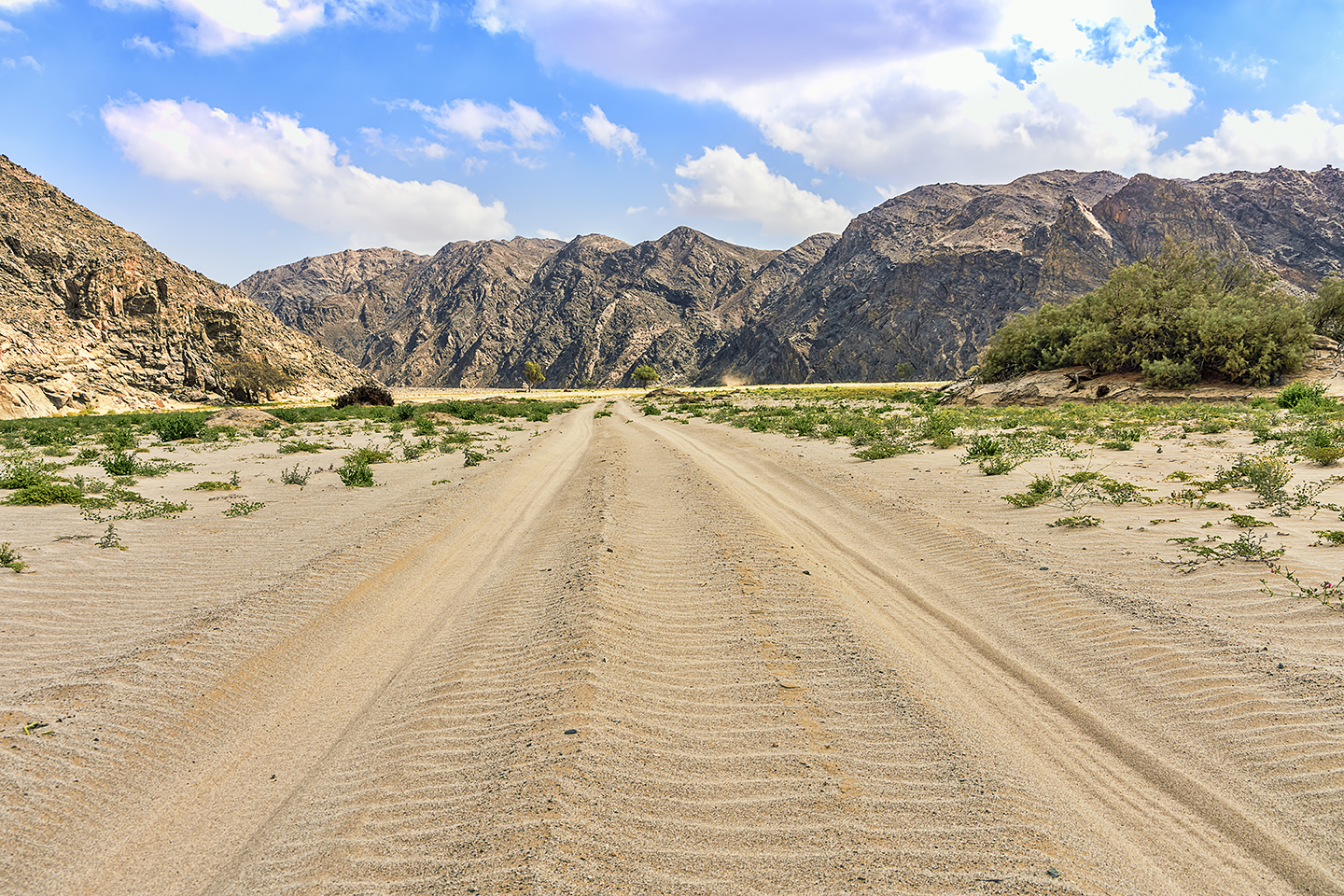
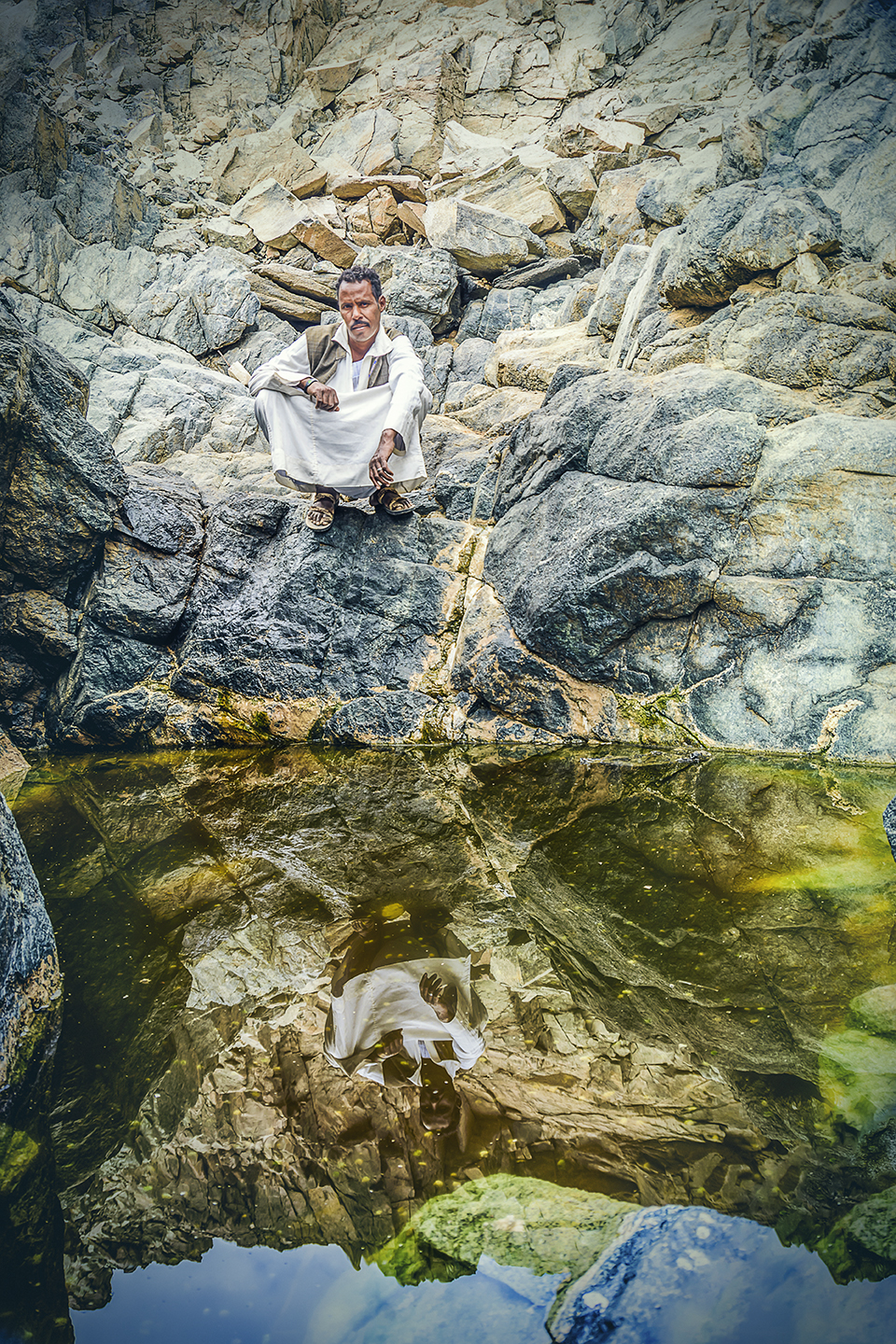
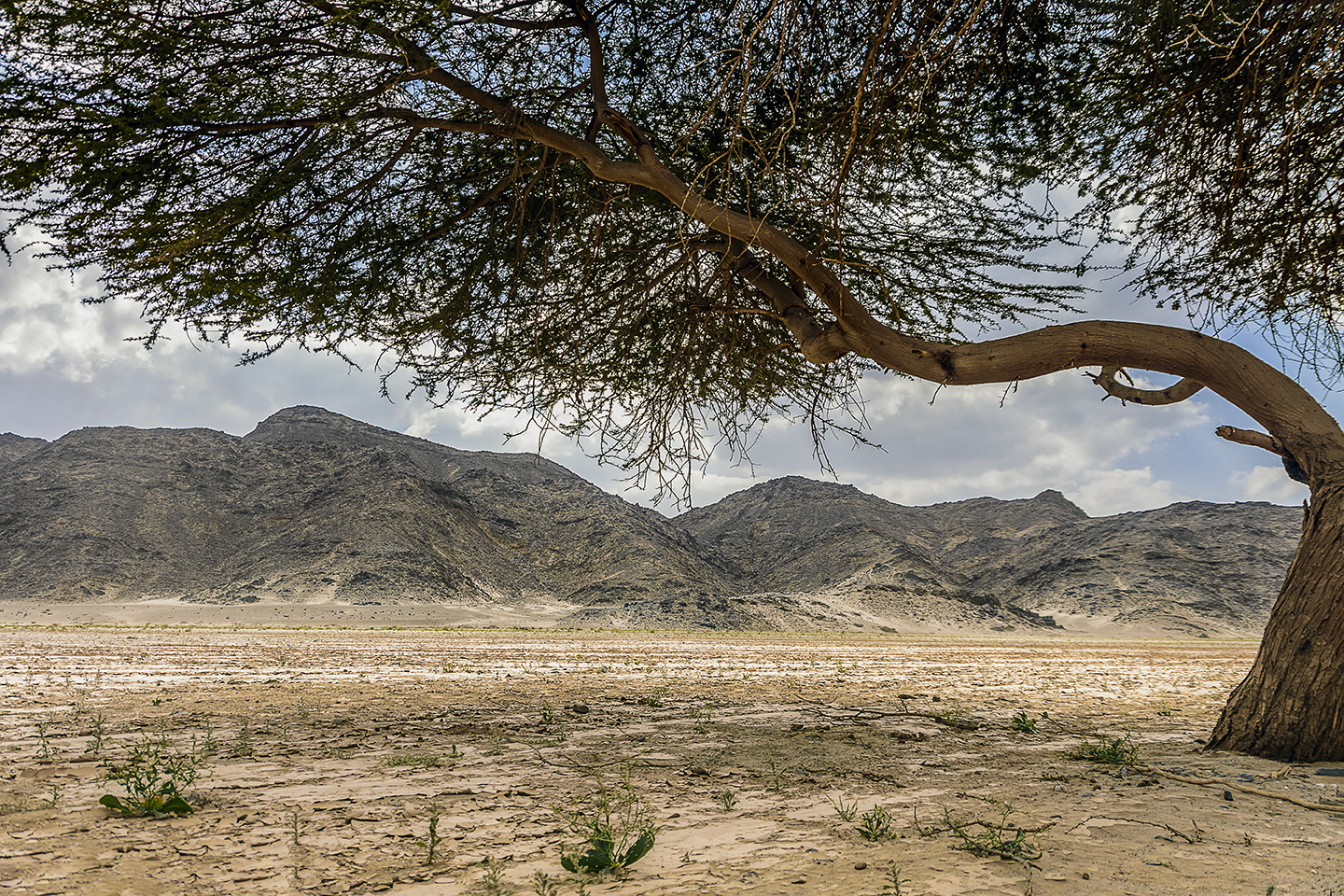
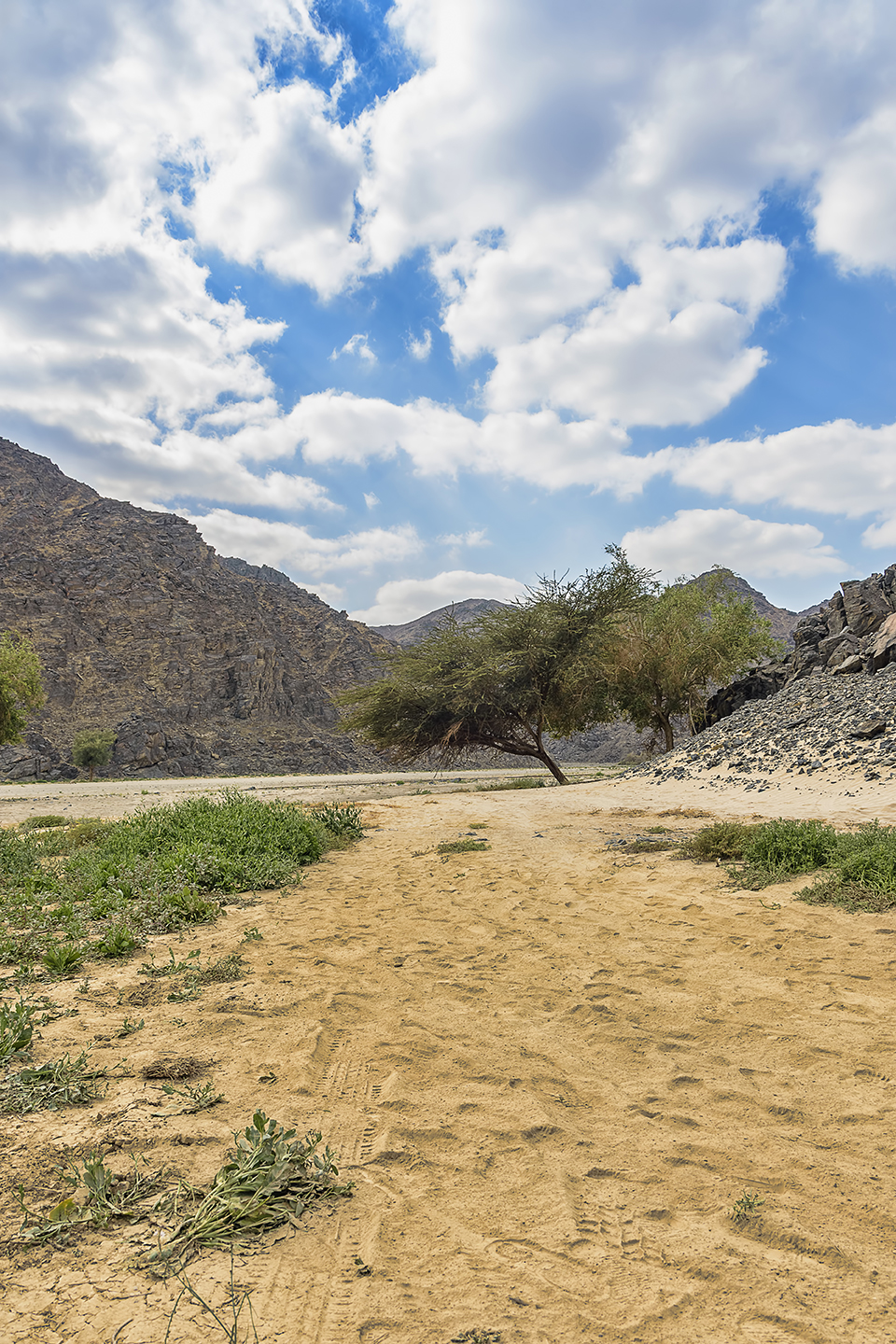
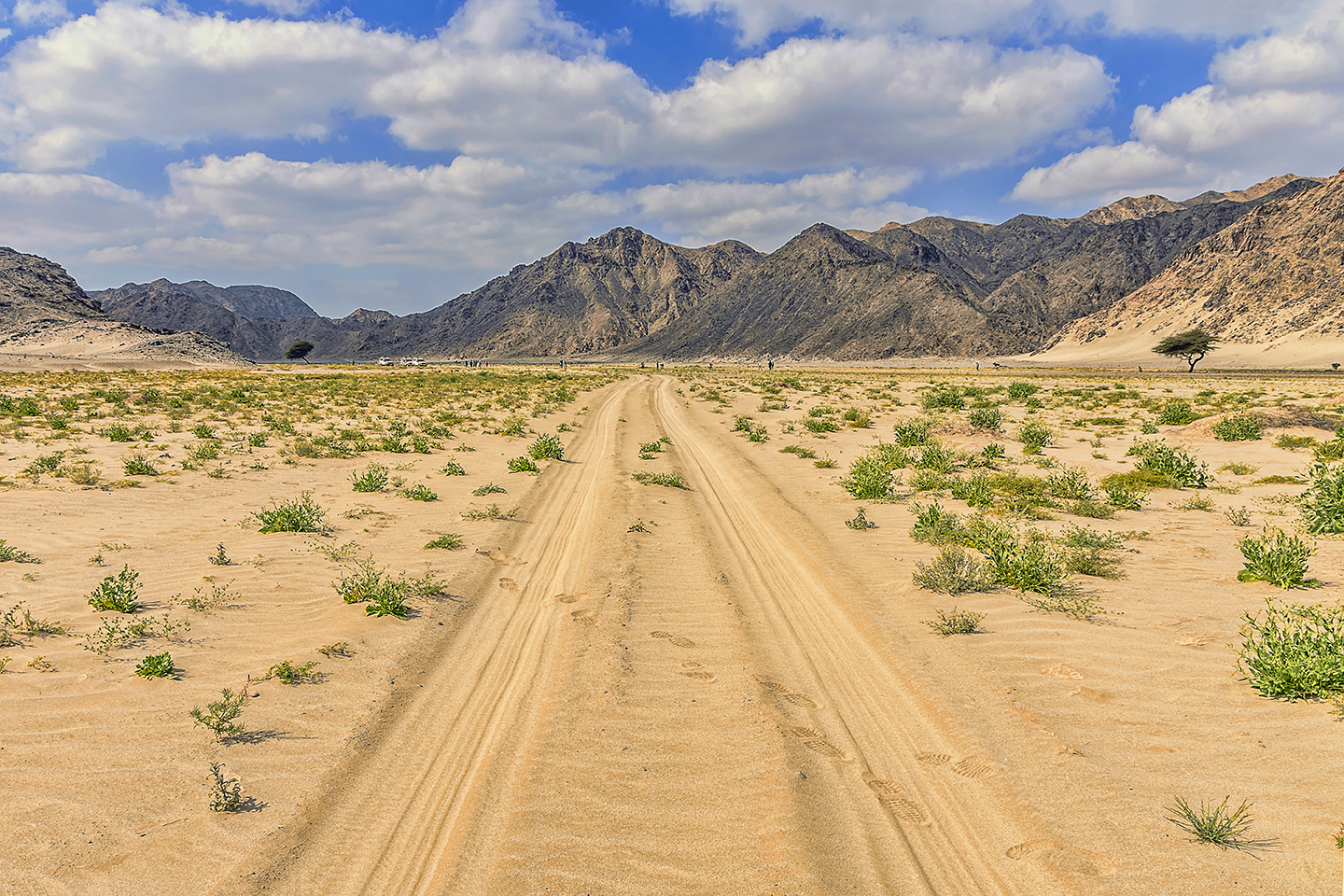
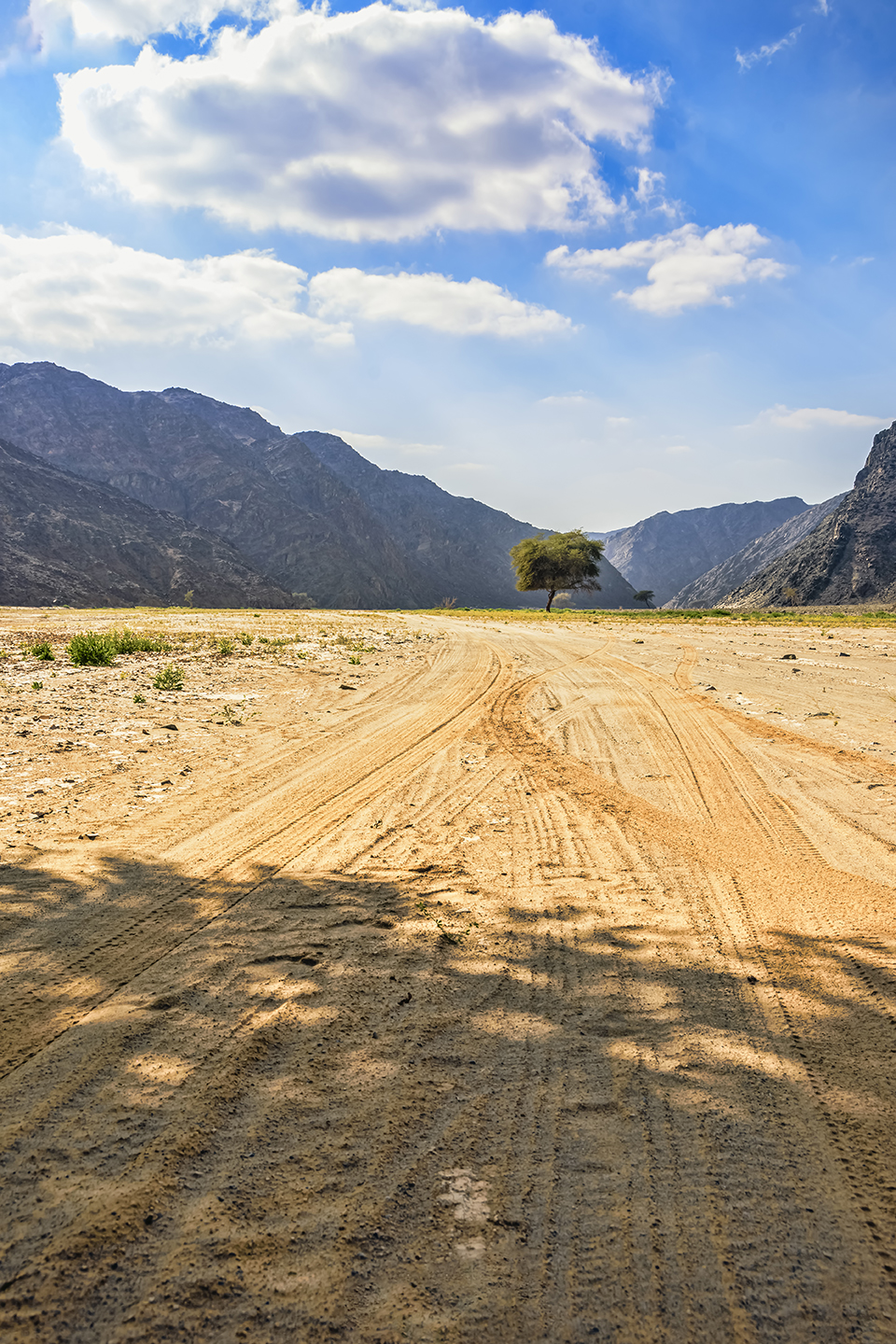
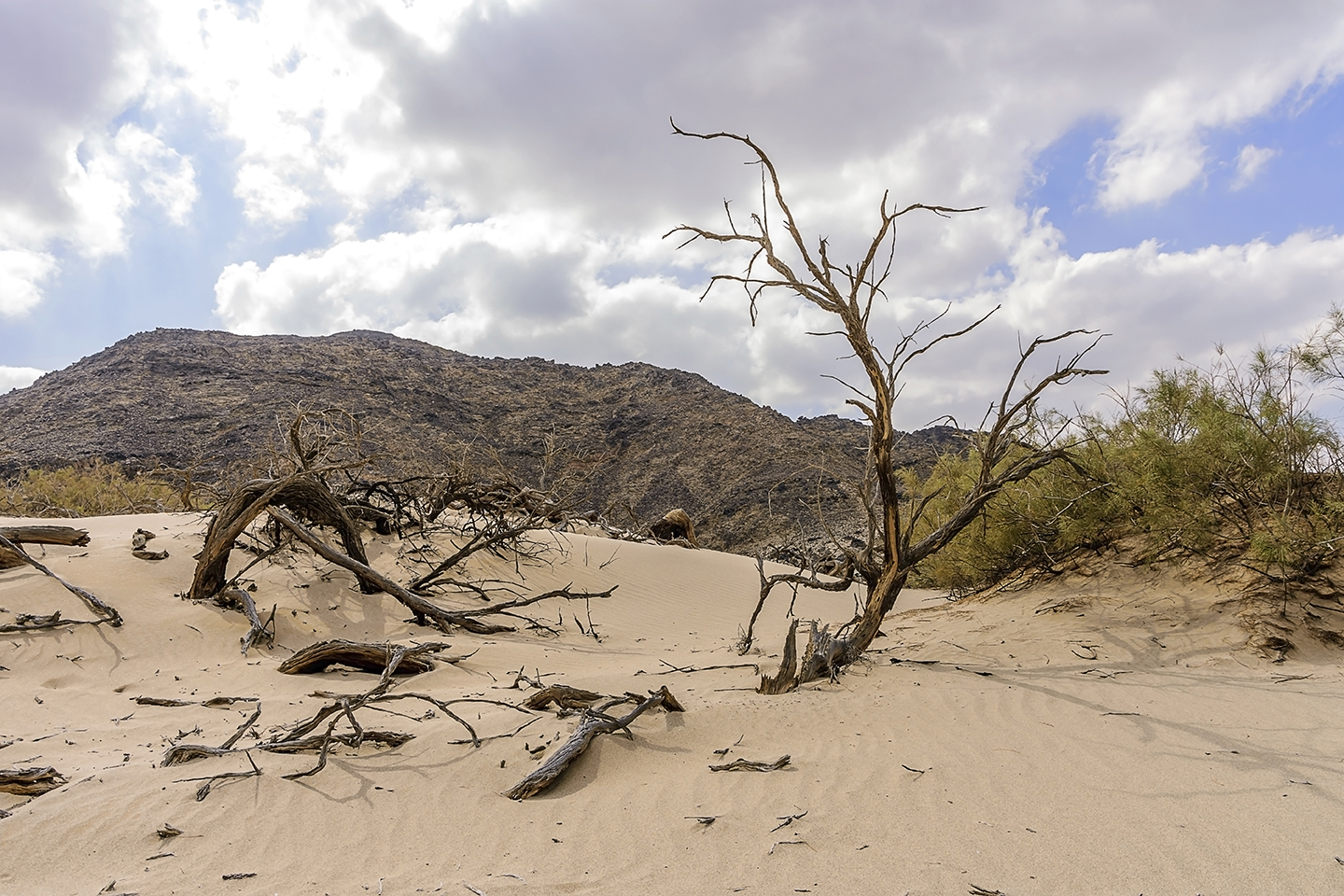
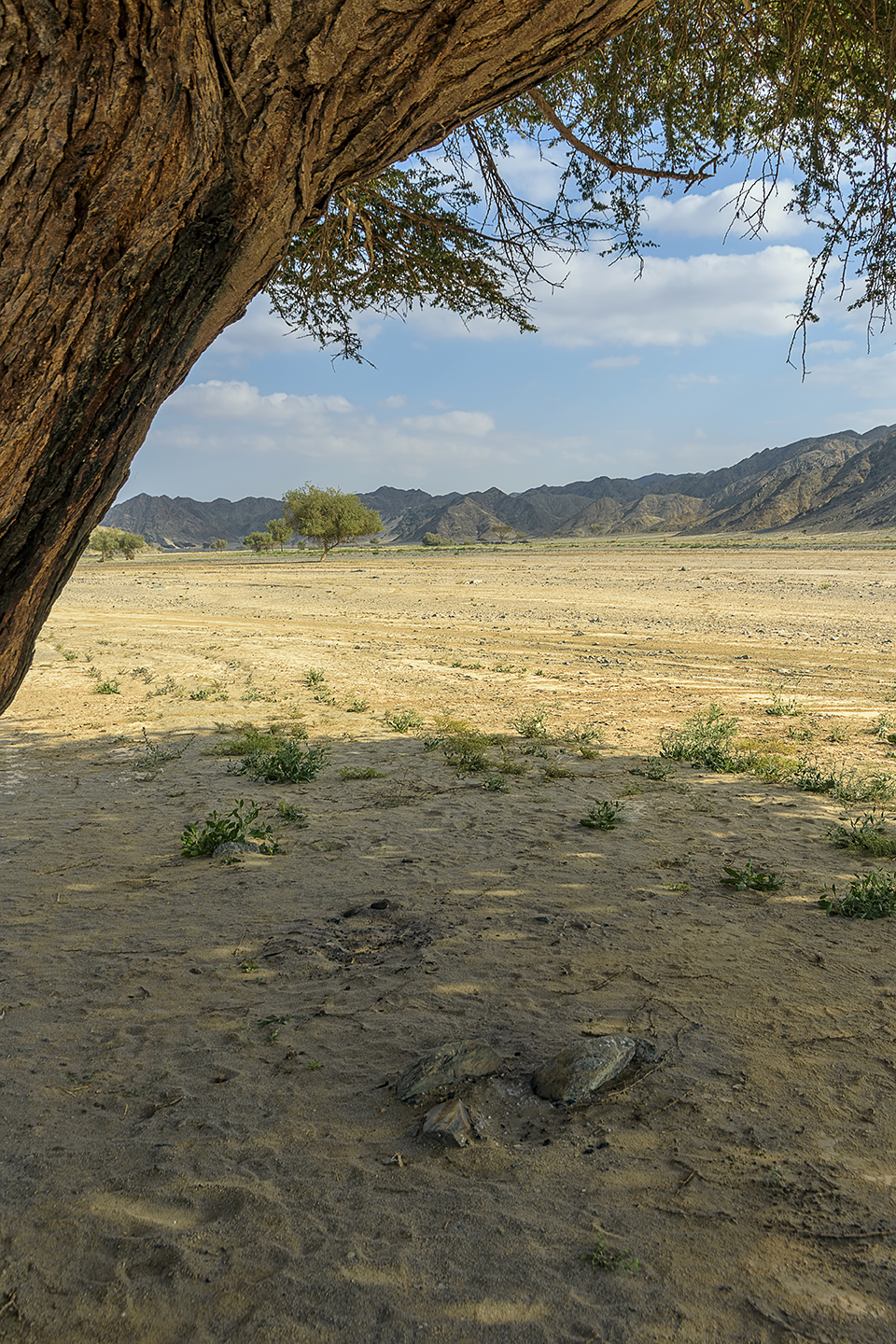
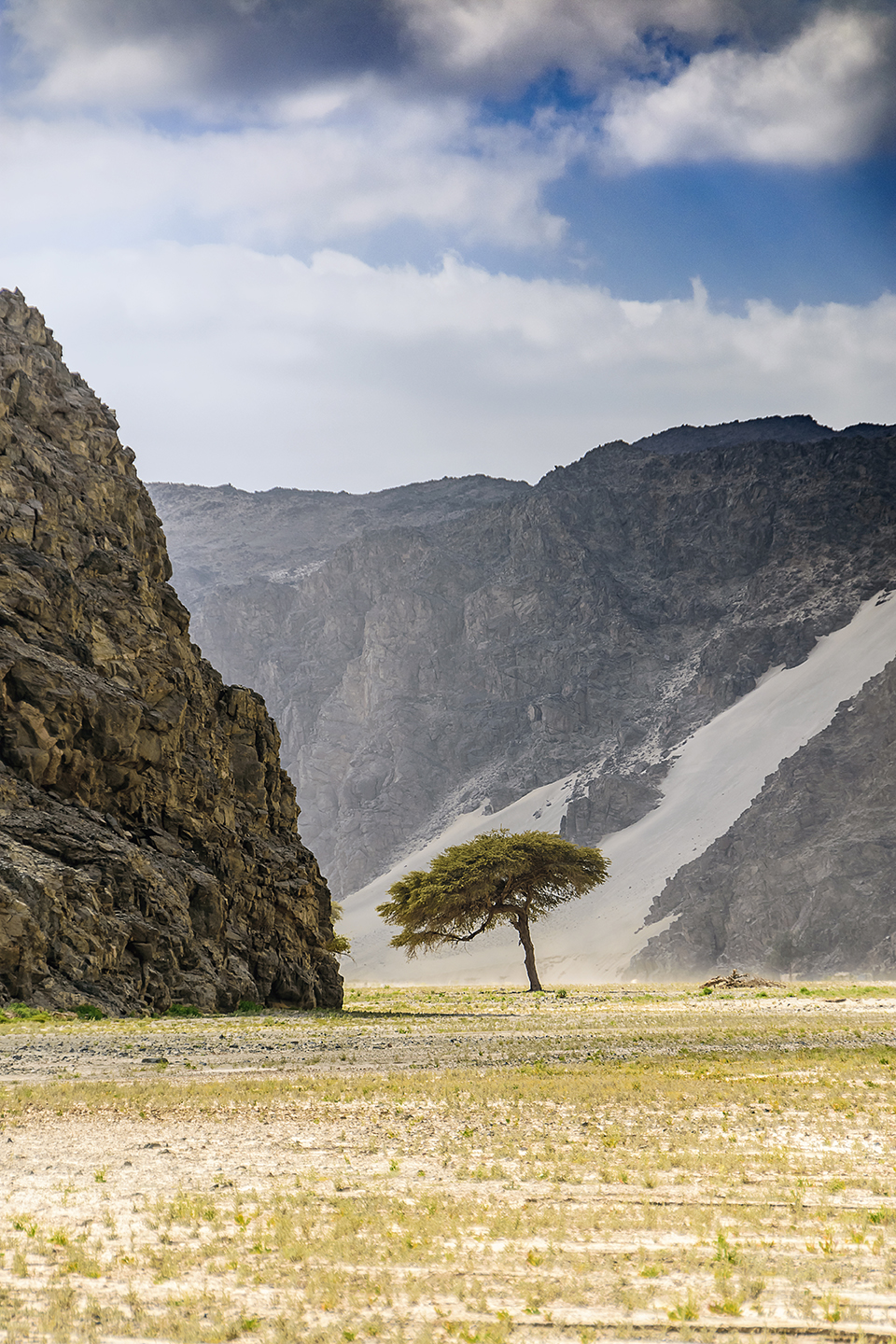

- ملف:Wadi El Gemal Protected National Park.png

## روابط خارجية
- رحلة الطبيعة والخيال في وادى الجمال ، الأهرام في 19 فبراير 2014